# 三浦酒造
三浦酒造株式会社（みうらしゅぞう）は、青森県弘前市石渡にある日本酒メーカーである。豊盃米（ほうはいまい）という酒米を使用する唯一の蔵元であり、日本酒の銘柄「豊盃」を製造・販売している。

## 沿革
三浦酒造を経営する三浦家はもともと酒樽などに巻くむしろを製造していたが、1930年（昭和5年）に酒造りに参入した。なお、法人化したのは2007年である。
かつての三浦酒造では冬の酒造期に出稼ぎにくる津軽杜氏や南部杜氏に酒造りを任せていたが、杜氏たちの高齢化にともなって辞任が相次いだことで生産継続の危機に直面した。代わりに新たな杜氏を招いても数年のうちに辞任される可能性が高いことから、1999年に三浦家の三浦剛史（みうらつよし）・三浦文仁（ふみのり）兄弟が杜氏兼5代目蔵元に就任した。そのきっかけは父・三浦慧（さとし）が兄弟二人に「お前たちでやってみないか」と打診したことであるという。剛史は東京農業大学中退ののち広島県醸造試験所で、文仁は寒梅酒造で酒造りを経験していたものの醸造責任者の経験はなく、当初は右も左もわからない中での酒造りであった。剛史は「酒造講本を片手に酒造りをするほかなかった」と当時を振り返っており、杜氏に就任してからの数年は麹や酒母を変えるなど試行錯誤を繰り返していたために、酒販店から酒の味が変わっていることを指摘されることもあったという。こうした試行錯誤の末、2021年現在の豊盃の「香りは華がありながらもさりげなく、含むとやわらかな旨味と上品な含み香が口中に広がる」味わいを確立するに至った。
2002年には全国新酒鑑評会で入賞を果たし、同年3月に雑誌「dancyu」の特集「愛飲家が総力を挙げて発掘。「ポスト十四代」はこの酒だ！」で金賞の評価を得たことをきっかけに日本全国から取引の希望が集まり、全国に流通するきっかけとなった。酒蔵萬流は「現在の「豊盃」の発展は、この年の出来事なしに語ることはできない」と評価している。

## 製造
基本的な酒造りは純米酒から純米大吟醸酒まで統一されており、きょうかい1501号酵母ベースの自社酵母を使用している。仕込み水は岩木山の伏流水を使用している。兄の剛史が酵母培養、酒母、分析を、弟の文仁が麹ともろみをそれぞれ担当している。酒造りのモットーは「和醸良酒」、年間生産量は1,200石である。
三浦酒造の酒造りを特徴づける豊盃米は1976年に青森県農業試験場で開発された酒米で、1979年には三浦酒造が「豊盃」の銘柄を商標登録した。2010年現在、豊盃米で酒造りを行っているのは三浦酒造のみである。2021年現在、蔵から3キロメートル以内の契約農家2軒と、弘前大学に生産を委託しており、使用する酒米の5割が豊盃米である。他には美郷錦、山田錦、亀の尾、華吹雪、華想いの5種類を使用している。豊盃米、華吹雪、華想いは青森県産で、使用する酒米の8割を占めている。また、小規模な酒蔵としては珍しく精米機を導入しており、酒造りに使用する米すべてを自社で精米している。

### 豊盃米
豊盃米は1976年に青森県農業試験場で開発された酒米で、母・古城錦、父・レイメイの組み合わせで開発された。当時の青森県では酒造好適米として古城錦を推奨していたものの、同種は背丈が高いゆえに倒伏耐性が低く、熟期が遅く、加えて多肥栽培にも適さないため、より栽培に適した品種の開発が求められていたことが開発背景にある。開発後は青森県の奨励品種に採用されたが、同試験場が他に華吹雪や華思いなどの酒米を開発したことで県内の酒米の主流はそちらに移行していった。三浦酒造も一時期は豊盃米の使用を取りやめていたが、平成のはじめ頃に三浦慧が農業試験場に保管されていた種籾を元に復活栽培に着手したことで、2021年現在では全国で唯一豊盃米を酒造りに使用する酒蔵となった。
豊盃米の名は民謡のホーハイ節に由来し、「ホーハイ節のごときユーモア（笑いと酒）と為信公の勝利（力強さと発展）にあやかり」命名されたものである。酒造米としては高精米にも耐えうる硬質な心白を持つことが特徴である。豊盃米で作った酒は肉料理や油料理との相性がいいほか、精米歩合が5%違うだけで味わいが大きく変化し、重厚な風味から軽快な風味まで幅広い香味を表現することができるという。

## 製品
製造した日本酒はおもに「豊盃」の名で販売されている。下記の製品一覧は公式HPによる。
- 豊盃 純米大吟醸つるし酒
- 豊盃 純米大吟醸 こぎん刺し模様
- 豊盃 純米大吟醸 緑ななこ塗模様
- 豊盃 純米大吟醸 山田穂
- 豊盃 純米吟醸 豊盃米
- 豊盃 純米吟醸 花筏
- 豊盃 純米吟醸 月秋
- 豊盃 純米吟醸 夏ブルー
- 豊盃 純米大吟醸 豊盃米生酒（レインボー）
- 豊盃 特別純米酒
- 豊盃 純米しぼりたて（生酒）
- 豊盃 純米酒 亀の尾にごり酒
- ん 純米酒

## 評価

### 風味
ライターの山本洋子は三浦酒造の酒質を「フレッシュで津軽リンゴを思わせる蜜のような透明感ある甘さと、ほのかな酸味の調和が美しく」と、その人気を「人気酒故に引く手あまた」「津軽リンゴの果実味で大人気」と評している。ライターのかざまりんぺいは三浦酒造が作る日本酒の味わいを「リンゴ、イチゴのような香りが立ち、口に含むとリンゴの蜜の部分を絞ったようなやわらかな甘さが広がります。そのあと、きれいな酸が甘さを隠すように出てきて、サッと喉に流れていきます」と評している。ライターの中野恵利は「豊盃 特別純米酒」を「落ち着きのあるボディは、緩い酸が心地よい余韻を演出しながらもアフターをコンパクトにまとめ、軽快な豊かさを見せる」と評している。

### 受賞
日本酒の日（10月1日）に青森県八戸市で開催されるイベント「日本全国、地酒で乾杯！」での人気投票では、2013年に1位を、2015年に3位を獲得している。
ワイン評論家・ロバート・パーカーのワイン・アドヴォケイトでは91/100点を獲得している。